# Clara Chavany Bied
Jeanne Claire Chavany, coneguda habitualment com Clara Chavany Bied (Lió, 29 de desembre de 1835 - Madrid, 16 d'agost de 1892) va ser una pintora d'origen francès establerta a Madrid.
Nascuda a Lió, el 29 de desembre de 1835, en una família francesa establerta a Espanya, que va obrir una casa de modes primer a Barcelona i, després, a Madrid. Va ser deixebla del pintor cordovès Mariano Belmonte y Vacas. Va ser una de les primeres dones en participar en l'Exposició Nacional de Belles Arts el 1856, amb un retrat d'una nena emprant la pintura a l'oli. Va casar-se amb Constantino Sáez de Montoya, professor numerari de l'Escola Central d'Arts i Oficis. En enviudar-ne a finals de segle xix, el 1891 l'estat va concedir-li una pensió vitalícia de 1.875 pessetes anuals. Va morir a Madrid el 16 d'agost de 1892.